# TRT 1

Logo

TRT 1 is het eerste kanaal van de Turkse staatstelevisie en een onderdeel van Türkiye Radyo-Televizyon Kurumu (Turkse Radio-Televisieomroep, TRT). Oorspronkelijk heette de zender dan ook TRT, maar toen de TRT op 15 september 1986 een tweede zender begon, werd de naam veranderd naar TRT 1.
TRT 1 begon op 31 januari 1968 met de eerste testuitzendingen. Totdat TRT 2 begon, was TRT 1 de enige Turkse televisiezender.